# 塞拉阿苏尔
塞拉阿苏尔是巴西圣保罗州的一个市镇。总面积282.846平方公里，总人口8388人，人口密度29.7人/平方公里。